# Hiram Hunte
Hiram Hunte (sinh ngày 21 tháng 5 năm 1985) là một cầu thủ bóng đá đến từ Saint Lucia, thi đấu ở vị trí tiền vệ.

## Sự nghiệp
Anh ra mắt quốc tế cho Saint Lucia năm 2010 và từng thi đấu tại vòng loại giải vô địch bóng đá thế giới.